# Oberurseler Hefte Ergänzungsbände
Oberurseler Hefte Ergänzungsbände ist eine theologische Fachbuchreihe, die durch die Lutherische Theologische Hochschule Oberursel der Selbständigen Evangelisch-Lutherischen Kirche gegründet wurde und in Zusammenarbeit mit der Fakultät der Hochschule herausgegeben wird. Der Herausgeber ist seit 2021 Christian Neddens, zuvor war es Werner Klän (seit Band 4, 2007). In der Reihe erscheinen Monographien und Sammelbände aus allen Disziplinen wissenschaftlicher Theologie.
Seit Band 4 (2007) erscheint die Reihe im Partnerverlag der Hochschule, der Edition Ruprecht, Göttingen.